# توني فريتش
توني فريتش (بالألمانية: Toni Fritsch)‏ هو لاعب كرة قدم نمساوي، ولد في 10 يوليو 1945 في فيينا في النمسا، وتوفي بنفس المكان في 13 سبتمبر 2005 بسبب نوبة قلبية وشلل القلب. شارك مع منتخب النمسا لكرة القدم. أما مع النوادي، فقد لعب مع تينيسي تايتانز ودالاس كاوبويز ورابيد فيينا وسان دييغو تشارجرز.

## مسيرته الكروية
لعب توني فريتش خلال مسيرته الاحترافية مع نادِ واحدٍ في ثمانية مواسم وسجل خلالها 15 هدفًا ضمن 123 مباراة. حيث فاز في موسمين بالكأس وفي ثلاثة مواسم بالدوري.
خاض توني فريتش مسيرته مع نادي رابيد فيينا في موسم 1963–64 ليلعب معه ثمانية مواسم، مشاركًا في 123 مباراة سجل خلالها 15 هدفًا.

## وصلات خارجية
- توني فريتش على موقع مرجع كرة القدم المحترفة.كوم (الإنجليزية)
- توني فريتش على موقع قاعدة بيانات كرة القدم.إي يو (الإنجليزية)
- توني فريتش على موقع ناشيونال فوتبول تيمز (الإنجليزية)